# Вангомадэяха
Вангомадэяха (устар. Вангомадэ-Яха) — река в России, протекает по территории Красноселькупского района Ямало-Ненецкого автономного округа. Вытекает из озера в урочище Вангомадэвы. Устье реки находится в 234 км по правому берегу реки Таз на высоте 5 м над уровнем моря. Длина реки составляет 11 км.

## Данные водного реестра
По данным государственного водного реестра России относится к Нижнеобскому бассейновому округу, водохозяйственный участок реки — Таз. Речной бассейн реки — Таз.
Код объекта в государственном водном реестре — 15050000112115300070226.